# Homalium retivenium
Homalium retivenium är en videväxtart som beskrevs av Herman Otto Sleumer. Homalium retivenium ingår i släktet Homalium och familjen videväxter. Inga underarter finns listade i Catalogue of Life.